# روان‌شناسی و فرهنگ فرگشتی
روان‌شناسی و فرهنگ فرگشتی (انگلیسی: Evolutionary psychology and culture) روان‌شناسی فرگشتی به‌طور سنتی بر رفتارهای سطح فردی متمرکز شده‌است که توسط سازگاری‌های روانشناختی گونه تعیین می‌شود. با این حال، کار قابل توجهی در مورد چگونگی شکل‌دهی و در نهایت حاکمیت فرهنگ این سازگاری‌ها انجام شده‌است (توبی و کاسمیدز، ۱۹۸۹). توبی و کاسمیدز (۱۹۸۹) استدلال کردند که ذهن شامل بسیاری از سازگاری‌های روان‌شناختی خاص حوزه است که برخی از آنها ممکن است مطالب فرهنگی را که یادگرفته یا آموزش داده می‌شود محدود کنند. بر خلاف برنامه اکتساب فرهنگی حوزه عمومی، که در آن فرد به‌طور منفعلانه مطالبی را که به صورت فرهنگی منتقل می‌شود از گروه دریافت می‌کند، توبی و کاسمیدز (۱۹۸۹)، در میان دیگران، استدلال می‌کنند که: "روان فرگشت یافته تا رفتار انطباقی و نه تکراری ایجاد کند، و از این رو رفتار اطرافیان را به شیوه‌های بسیار ساختارمند و الگو تحلیل می‌کند تا به عنوان منبع اطلاعاتی غنی (اما به هیچ وجه تنها) برای ایجاد یک «فرهنگ خصوصی» یا یک سیستم تطبیقی منفرد استفاده شود. سامانه تطبیقی؛ در نتیجه، این سیستم ممکن است منعکس کننده رفتار دیگران در هر زمینه باشد یا نباشد.» (توبی و کاسمیدز ۱۹۸۹).